# Литфин, Гюнтер
Гю́нтер Ли́тфин (нем. Günter Litfin; 19 января 1937, Берлин — 24 августа 1961, Берлин) — жертва Берлинской стены. Первый человек, убитый при попытке незаконного пересечения границы между Восточным и Западным Берлином.

## Биография
Портной из берлинского района Вайсензе Гюнтер Литфин проживал в Восточном Берлине, но работал в Западном, недалеко от зоопарка, и уже нашёл себе жилье там же. 12 августа он ездил с братом в Шарлоттенбург, чтобы обустроить новую квартиру. Однако уже на следующий день с возведением Берлинской стены его планы на переезд были нарушены. 24 августа около 16 часов Литфин предпринял попытку вернуться к себе в квартиру в Западном Берлине.
Литфин попытался бежать через пути, идущие от Лертского вокзала, где в 16:15 его обнаружили и попытались остановить предупредительными выстрелами сотрудники транспортной полиции. Литфин спрыгнул над Гумбольдтской гаванью в Берлинско-Шпандауский канал, разделявший Восточный и Западный Берлин. Почти достигнув другого берега, он получил смертельное огнестрельное ранение.
Западные СМИ подвергли произошедшее резкой критике. В ГДР поначалу отмалчивались, но затем сообщили ложную информацию о том, что Литфин занимался проституцией в гомосексуальной среде и имел судимость. В день гибели Литфина был арестован его брат Юрген. Квартира родителей Литфина подверглась обыску с целью установления фактов их соучастия в побеге.